# Boogie Shoes
Boogie Shoes é uma canção popular lançada em 1975 no álbum KC and the Sunshine Band pela banda com o mesmo nome, KC and the Sunshine Band.
A canção se tornou um sucesso quando apareceu na trilha sonora de Saturday Night Fever, em 1977. A música ainda é ouvida nas rádios hoje em dia. Alcançou o número 35 na Billboard Hot 100 e número 29 na parada soul em 1978.